# طوماس بايتي
طوماس بايتي (بالإنجليزية: Thomas Beattie)‏ (19 سبتمبر 1986 بجوول في المملكة المتحدة - ) هو لاعب كرة قدم بريطاني في مركز الوسط. لعب مع نادي واريورز وهاوجانج يونايتد وLondon City Soccer Club ‏ وFC London ‏ وOttawa Fury SC ‏.